# The Guilt Trip
The Guilt Trip (Brasil: Minha Mãe É uma Viagem ) é um filme estadunidense de comédia dramática, dirigido por Anne Fletcher, que estreou em 19 de dezembro de 2012. Estrelando Barbra Streisand e Seth Rogen, o filme teve seu roteiro escrito por Dan Fogelman. Originalmente, seu título era My Mother's Curse.

## Sinopse
Andy Brewster (Rogen) é um inventor que faz uma viagem pelo país, ao lado da mãe Joyce (Streisand), para tentar vender seu novo produto e, ao mesmo tempo, faze-la reencontrar um antigo amor.

## Elenco
- Barbra Streisand, como Joyce Brewster
- Seth Rogen, como Andy Brewster
- Adam Scott, como Andrew Margolis Jr.
- Yvonne Strahovski, como Jessica
- Colin Hanks, como Rob
- Brett Cullen, como Ben
- Casey Wilson, como Amanda
- Danny Pudi, como Sanjay
- Dale Dickey, como Tammy
- Miriam Margolyes, como Anita
- Nora Dunn, como Gayle
- Amanda Walsh, como Lisa
- Michael Cassidy, como Fake Andy
- Robert Curtis Brown, como Bob Ferguson

## Produção
O filme é baseado em uma viagem real do roteirista Dan Fogelman e sua mãe, de Nova Jérsei para Las Vegas anos antes. A produção completa do filme entre maio e julho de 2011 ficou sob o título de My Mother's Curse. No final de 2011, o filme foi renomeado para The Guilt Trip. Foi lançado em 19 dezembro de 2012.
Este filme marca o primeiro papel de protagonista de Barbra Streisand desde The Mirror Has Two Faces, em 1996. Ela apareceu em papéis secundários em Meet the Fockers em 2004 e Little Fockers em 2010, bem como em uma série de programas de televisão.

## Recepção
O filme recebeu críticas mistas dos críticos. Possui uma avaliação positiva de 38% nas avaliações no agregado no site Rotten Tomatoes, baseado em 95 comentários, e recebeu uma pontuação de 50/100 no Metacritic com 6.8/10 userscore. O consenso afirma: "Seth Rogen e Barbra Streisand têm química o suficiente para dirigir uma comédia solidamente montados;. Infelizmente, The Guilt Trip tem um limão de um script e é perigosamente pouco combustível cômico "
No entanto, alguns críticos encontraram o filme ser muito agradável: Por exemplo, uma revisão da revista Time
O desempenho de Barbra Streisand foi saudado pela crítica. Mesmo assim, foi indicada para a 33ª edição do Framboesa de Ouro para Pior Atriz.